# Tweede Havendok

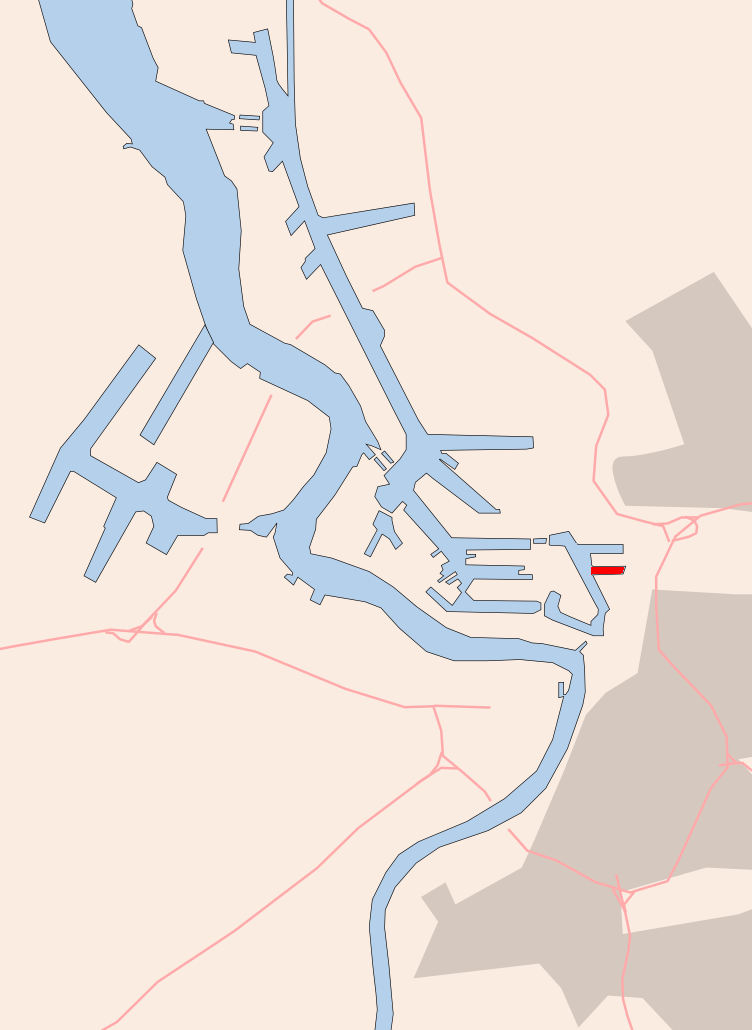
Locatie

Het Tweede Havendok ligt in noordelijk Antwerpen en is een oostelijk gelegen dok dat uitkomt in het Albertdok. Aan de zuidkant lag het voormalige en tevens gedempte Eerste Havendok. Daar werd het ingangsdok rechtgetrokken met kaaimuren en het 500 bij 150 meter grote dok dichtgegooid in 1990. Noordelijk van het Tweede Havendok ligt het Derde Havendok. Zij komen allen westelijk uit in het Albertdok.
Het Tweede Havendok is gegraven en afgewerkt vlak voor de Eerste Wereldoorlog van 1914. Dit dok is 700 meter lang en 200 meter breed met 6,45 meter diepgang en 1,48 ha groot. Aan de zuidkant zijn de nummeringen 130 tot 138.
Aan kade 142 is het Haven Reanimeercentrum van het Ziekenhuis netwerk Antwerpen (ZNA) gelegen. Dit vernieuwde gebouwencomplex omvat diensten voor Eerste Hulp bij Ongevallen (EHBO) en heeft tevens een ziekenwagen ter beschikking. Het is eigenlijk een spoeddienst zoals in de ziekenhuizen.
Niet alleen havenarbeiders en zeelieden komen hier voor Eerste Hulp, ook stedelingen van Merksem, Luchtbal, Ekeren en verder, komen hier voor verzorging.
Dagelijks komen er havenarbeiders en in minder mate zeelieden, met lichte ongevallen om verzorging. Is het ernstiger, dan worden ze per ambulance doorverwezen naar hospitalen en ziekenhuizen.
De hulppost blijft continu dag en nacht open en zelfs op weekenden en feestdagen. 's Nachts is er een dokter, verplegers en ambulancepersoneel aanwezig. Overdag zijn er meer hulpverleners aanwezig.
Aan de noordkant zijn de nummeringen 142 tot 152. Daar op nr 152 is de Potass d'Alsace, aan de hoek Albertdok en Tweede Havendok gelegen.
Aan nº 144 ligt de concessie van Westerlund Corporation.
De oostkaai heeft maar een nummering 140. Daar is de batterijoverslag aan het dokhoek, firma Cada gevestigd. Aan de enkel genummerde platte oostkaai nº140, is de firma Moortgat N.V. gevestigd. Die doet de scheepsreparaties voor de binnenvaart. Het binnenschip wordt, naargelang waar er gerepareerd moet worden, omhoog gezet door een werkvlotponton. Het schip vaart over het pontonplatform dat onder water ligt. Daarna wordt het ponton vlot gepompt, zodat het binnenschip voor- of achteraan, boven water uitsteekt. zodoende kan deze firma schroeven, roeren en een "tunnel" plaatsen. Deze tunnel ligt rondom de uitstekende schroefas en schroef, zodat er meer stuwwaterkracht eruit voortvloeit. Ook worden er averijen aan het onderschip of bovenaan gerepareerd. De schepen moeten wel zonder lading zijn.
Op de Antwerpse rechteroever van de Schelde:
Albertdok · Amerikadok · Asiadok · Bevrijdingsdok · Bonapartedok · Churchilldok · Derde Havendok · Eerste Havendok · Graandok · Hansadok · Houtdok · Industriedok · Kanaaldok · 
Kattendijkdok · Kempisch dok · Kooldok · Leopolddok · Lobroekdok · Margueriedok · Marshalldok · Noordschippersdok · Petroleumdok · Sasdok · Schippersdok · Schuildok voor Lichters · Siberiadok · Steendok · Straatsburgdok · Suezdok · Tweede Havendok · Verbindingsdok · Vierde Havendok · Vijfde Havendok · Willemdok · Zesde Havendok · Zuiderdokken
Op de Oost-Vlaamse linkeroever van de Schelde:
Deurganckdok · Doeldok · Noordelijk Insteekdok · Saeftinghedok · Verrebroekdok · Vrasenedok · Waaslandkanaal · Zuidelijk Insteekdok